# Дискография Элли Голдинг
Дискография английской певицы и композитора Элли Голдинг включает в себя пять
студийных альбома, семь мини-альбома, тридцать два сингла, тридцать пять видеоклипов.
Голдинг выпустила свой первый EP, An Introduction to Ellie Goulding, после подписания контракта с Polydor Records в декабре 2009. Затем последовал её дебютный альбом, Lights, который дебютировал на первой строчке в UK Albums Chart в марте 2010. В поддержку альбома выпустили синглы: «Under the Sheets», «Starry Eyed», «Guns and Horses» и «The Writer». Наиболее успешным был «Starry Eyed», который достиг четвертой позиции в UK Singles Chart и в Irish Singles Chart. В конце 2010 года Голдинг повторно выпустила свой альбом под названием Bright Lights. Один сингл с Bright Lights, под названием 'Your Song' — кавер-версия хита Элтона Джона.

## Альбомы

### Студийные альбомы
| Lights                                                                                | - Релиз: 26 февраля 2010 - Лейбл: Polydor - Формат: CD, LP, цифровая загрузка | 1 | —  | 54 | 66 | —   | 42 | 6  | 28 | 90 | 21  | - WW: 1,600,000 - UK: 807,000 - US: 300,000 | - BPI: Платиновая x2 - RIAA: Платиновая                                                                        |
| Halcyon                                                                               | - Релиз: 5 октября 2012 - Лейбл: Polydor - Формат: CD, LP, цифровая загрузка  | 1 | 16 | 14 | 8  | 85  | 8  | 1  | 3  | 7  | 9   | - UK: 1,180,000 - US: 522,000               | - BPI: Платиновая x4 - ARIA: Золотая - BVMI: Золотая - IFPI SWI: Золотая - RIAA: Платиновая - RMNZ: Платиновая |
| Delirium                                                                              | - Релиз: 6 ноября 2015 - Лейбл: Polydor - Формат: CD, LP, цифровая загрузка   | 3 | 3  | 1  | 2  | 34  | 5  | 2  | 4  | 5  | 3   | - FRA: 7,000 - US: 117,000                  | - BPI: Платиновая - RIAA: Платиновая                                                                           |
| Brightest Blue                                                                        | - Релиз: 17 июля 2020 - Лейбл: Polydor - Формат: CD, LP, цифровая загрузка    | 1 | 25 | 17 | 38 | 101 | 12 | 9  | 19 | 9  | 29  |                                             | |
| Higher Than Heaven                                                                    | - Релиз: 7 апреля 2023 - Лейбл: Polydor - Формат: CD, LP, цифровая загрузка   | 1 | —  | 5  | —  | 86  | 20 | 97 | —  | 28 | 125 |                                             | |
| "—" обозначает альбом, который не попал в чарт или не был выпущен на этой территории. |                                                                               |   |    |    |    |     |    |    |    |    |     |                                             | |

### Переиздание
| Название                                                                              | Детали                                                                    | Высшая позиция в чартах | Высшая позиция в чартах | Высшая позиция в чартах | Высшая позиция в чартах | Высшая позиция в чартах | Высшая позиция в чартах |
| Название                                                                              | Детали                                                                    | AUS                     | AUT                     | BEL (FL)                | FIN                     | NZ                      | SWE                     |
| ------------------------------------------------------------------------------------- | ------------------------------------------------------------------------- | ----------------------- | ----------------------- | ----------------------- | ----------------------- | ----------------------- | ----------------------- |
| Bright Lights                                                                         | - Релиз: 26 ноября 2010 - Лейбл: Polydor - Формат: CD, цифровая загрузка  | —                       | 56                      | 179                     | —                       | —                       | —                       |
| Halcyon Days                                                                          | - Релиз: 23 августа 2013 - Лейбл: Polydor - Формат: CD, цифровая загрузка | 4                       | 23                      | —                       | 30                      | 1                       | 22                      |
| "—" обозначает альбом, который не попал в чарт или не был выпущен на этой территории. |                                                                           |                         |                         |                         |                         |                         |                         |

### Ремикс альбомы
| Название                  | Детали                                                            |
| ------------------------- | ----------------------------------------------------------------- |
| Halcyon Days: The Remixes | - Релиз: 27 мая 2014 - Лейбл: Polydor - Формат: Цифровая загрузка |

## Мини-альбомы
| An Introduction to Ellie Goulding                                                     | - Релиз: 20 декабря 2009 - Лейбл: Polydor - Формат: CD, цифровая загрузка | —   | —   |
| iTunes Festival: London 2010                                                          | - Релиз: 15 июля 2010 - Лейбл: Polydor - Формат: Цифровая загрузка        | —   | —   |
| Run into the Light                                                                    | - Релиз: 30 августа 2010 - Лейбл: Polydor - Формат: Цифровая загрузка     | 102 | —   |
| Live at Amoeba San Francisco                                                          | - Релиз: 21 ноября 2011 - Лейбл: Interscope - Формат: CD                  | —   | —   |
| iTunes Festival: London 2012                                                          | - Релиз: 19 ноября 2012 - Лейбл: Polydor - Формат: Цифровая загрузка      | —   | —   |
| iTunes Festival: London 2013                                                          | - Релиз: 17 октября 2013 - Лейбл: Polydor - Формат: Цифровая загрузка     | —   | —   |
| iTunes Session                                                                        | - Релиз: 10 декабря 2013 - Лейбл: Polydor - Формат: Цифровая загрузка     | —   | 190 |
| "—" обозначает альбом, который не попал в чарт или не был выпущен на этой территории. |                                                                           |     |     |

## Синглы

### В качестве основного артиста
| Название                                                                             | Год  | Высшая позиция в чартах | Высшая позиция в чартах | Высшая позиция в чартах | Высшая позиция в чартах | Высшая позиция в чартах | Высшая позиция в чартах | Высшая позиция в чартах | Высшая позиция в чартах | Высшая позиция в чартах | Высшая позиция в чартах | Сертификации | Альбом               |
| Название                                                                             | Год  | UK                      | AUS                     | BEL (FL)                | CAN                     | FRA                     | GER                     | IRE                     | NZ                      | SWI                     | US                      | Сертификации | Альбом               |
| ------------------------------------------------------------------------------------ | ---- | ----------------------- | ----------------------- | ----------------------- | ----------------------- | ----------------------- | ----------------------- | ----------------------- | ----------------------- | ----------------------- | ----------------------- | --- | -------------------- |
| "Under the Sheets"                                                                   | 2009 | 53                      | —                       | —                       | —                       | —                       | 91                      | —                       | —                       | —                       | —                       | | Lights               |
| "Starry Eyed"                                                                        | 2010 | 4                       | —                       | —                       | —                       | —                       | 46                      | 4                       | 26                      | —                       | —                       | - BPI: Платиновая - RIAA: Золотая | Lights               |
| "Guns and Horses"                                                                    | 2010 | 26                      | —                       | —                       | —                       | —                       | —                       | —                       | —                       | —                       | —                       | | Lights               |
| "The Writer"                                                                         | 2010 | 19                      | —                       | —                       | —                       | —                       | —                       | —                       | —                       | —                       | —                       | | Lights               |
| "Your Song"                                                                          | 2010 | 2                       | —                       | —                       | —                       | 126                     | 75                      | 5                       | —                       | 56                      | —                       | - BPI: Платиновая - RIAA: Золотая | Bright Lights        |
| "Lights"                                                                             | 2011 | 49                      | —                       | 10                      | 7                       | 29                      | 11                      | —                       | 16                      | 14                      | 2                       | - BPI: Серебряная - BEA: Золотая - BVMI: Платиновая - IFPI SWI: Платиновая - RIAA: Платиновая x5 - RMNZ: Золотая                                                                       | Bright Lights        |
| "Anything Could Happen"                                                              | 2012 | 5                       | 20                      | 31                      | 37                      | —                       | 66                      | 16                      | 16                      | 68                      | 47                      | - BPI: Золотая - ARIA: Золотая - RIAA: Платиновая x2 - RMNZ: Золотая | Halcyon              |
| "Figure 8"                                                                           | 2012 | 33                      | —                       | —                       | —                       | —                       | —                       | —                       | 7                       | —                       | —                       | - RMNZ: Платиновая | Halcyon              |
| "Explosions"                                                                         | 2013 | 13                      | —                       | —                       | —                       | —                       | —                       | 51                      | —                       | —                       | 100                     | - BPI: Серебряная | Halcyon              |
| "Burn"                                                                               | 2013 | 1                       | 6                       | 3                       | 14                      | 9                       | 4                       | 2                       | 7                       | 5                       | 13                      | - BPI: Платиновая x2 - ARIA: Платиновая x3 - BEA: Золотая - BVMI: Платиновая - IFPI SWI: Платиновая - RIAA: Платиновая x4 - RMNZ: Золотая                                              | Halcyon Days         |
| "How Long Will I Love You"                                                           | 2013 | 3                       | 46                      | 3                       | —                       | —                       | —                       | 3                       | 6                       | 16                      | —                       | - BPI: Платиновая - ARIA: Золотая - BEA: Золотая - RIAA: Золотая - RMNZ: Золотая | Halcyon Days         |
| "Goodness Gracious"                                                                  | 2014 | 16                      | 39                      | —                       | —                       | —                       | —                       | 10                      | —                       | —                       | —                       | | Halcyon Days         |
| "Beating Heart"                                                                      | 2014 | 9                       | 38                      | —                       | 79                      | 84                      | —                       | 8                       | 20                      | —                       | 88                      | - RIAA: Золотая | Divergent            |
| "Love Me like You Do"                                                                | 2015 | 1                       | 1                       | 2                       | 3                       | 5                       | 1                       | 1                       | 1                       | 1                       | 3                       | - BPI: Платиновая x2 - ARIA: Платиновая x3 - BEA: Платиновая - BVMI: Золотая x3 - IFPI SWI: Платиновая - MC: Платиновая x3 - RIAA: Платиновая x5 - RMNZ: Платиновая x2 - SNEP: Золотая | Fifty Shades of Grey |
| "On My Mind"                                                                         | 2015 | 5                       | 3                       | 10                      | 10                      | 61                      | 9                       | 6                       | 4                       | 17                      | 13                      | - BPI: Платиновая - ARIA: Платиновая x2 - BEA: Золотая - BVMI: Золотая - MC: Платиновая - RIAA: Платиновая x2 - RMNZ: Платиновая                                                       | Delirium             |
| "Army"                                                                               | 2016 | 20                      | 87                      | 41                      | —                       | —                       | —                       | 53                      | —                       | —                       | —                       | - BPI: Золотая | Delirium             |
| "Something in the Way You Move"                                                      | 2016 | 51                      | 46                      | 17                      | 59                      | 97                      | 70                      | 62                      | —                       | 58                      | 43                      | - RIAA: Золотая | Delirium             |
| "Still Falling for You"                                                              | 2016 | 11                      | 21                      | 16                      | 62                      | 23                      | 33                      | 20                      | 20                      | 10                      | —                       | - BPI: Золотая - ARIA: Золотая - BVMI: Золотая - RIAA: Золотая | Bridget Jones's Baby |
| "First Time" (совместно с Kygo)                                                      | 2017 | 34                      | 29                      | —                       | 26                      | 34                      | 28                      | 21                      | 32                      | 14                      | 67                      | - BPI: Серебряная - ARIA: Платиновая - IFPI SWI: Золотая - MC: Платиновая - RIAA: Золотая - SNEP: Золотая                                                                              | Stargazing           |
| "O Holy Night"                                                                       | 2017 | —                       | —                       | —                       | —                       | —                       | —                       | —                       | —                       | —                       | —                       | | Non-album singles    |
| "Vincent"                                                                            | 2018 | —                       | —                       | —                       | —                       | —                       | —                       | —                       | —                       | —                       | —                       | | Non-album singles    |
| "Close to Me" (with Diplo featuring Swae Lee)                                        | 2018 | 17                      | 25                      | 16                      | 24                      | 91                      | 44                      | 8                       | 17                      | 52                      | 24                      | - BPI: Серебряная - ARIA: Платиновая x2 - MC: Платиновая x2 - RIAA: Платиновая - RMNZ: Золотая                                                                                         | TBA                  |
| "Flux"                                                                               | 2019 | 97                      | —                       | —                       | —                       | —                       | —                       | —                       | —                       | —                       | —                       | | TBA                  |
| "Sixteen"                                                                            | 2019 | 21                      | 77                      | 50                      | —                       | —                       | 64                      | 20                      | —                       | 95                      | —                       | | TBA                  |
| "Hate Me" (совместно с Juice WRLD)                                                   | 2019 | 45                      | —                       | —                       | —                       | —                       | —                       | 44                      | —                       | —                       | —                       | | TBA                  |
| "—" обозначает сингл, который не попал в чарт или не был выпущен на этой территории. |      |                         |                         |                         |                         |                         |                         |                         |                         |                         |                         | |                      |

### В качестве приглашенного артиста
| Название                                                                             | Год  | Высшая позиция в чартах | Высшая позиция в чартах | Высшая позиция в чартах | Высшая позиция в чартах | Высшая позиция в чартах | Высшая позиция в чартах | Высшая позиция в чартах | Высшая позиция в чартах | Высшая позиция в чартах | Высшая позиция в чартах | Сертификации | Альбом               |
| Название                                                                             | Год  | UK                      | AUS                     | BEL (FL)                | CAN                     | FRA                     | GER                     | IRE                     | NZ                      | SWI                     | US                      | Сертификации | Альбом               |
| ------------------------------------------------------------------------------------ | ---- | ----------------------- | ----------------------- | ----------------------- | ----------------------- | ----------------------- | ----------------------- | ----------------------- | ----------------------- | ----------------------- | ----------------------- | --- | -------------------- |
| "Wonderman" (Тайни Темпа совместно с Элли Голдинг)                                   | 2010 | 12                      | —                       | —                       | —                       | —                       | —                       | 16                      | —                       | —                       | —                       | - BPI: Серебряная | Disc-Overy           |
| "I Need Your Love" (Кельвин Харрис совместно с Элли Голдинг)                         | 2013 | 4                       | 3                       | 8                       | 13                      | 10                      | 13                      | 6                       | 15                      | 6                       | 16                      | - BPI: Платиновая - ARIA: Платиновая x4 - BEA: Золотая - BVMI: Платиновая - MC: Платиновая x3 - IFPI SWI: Платиновая - RIAA: Платиновая x2 - RMNZ: Золотая | 18 Months            |
| "Flashlight" (DJ Fresh совместно с Элли Голдинг)                                     | 2014 | 47                      | —                       | —                       | —                       | —                       | —                       | —                       | —                       | —                       | —                       | | Non-album single     |
| "Outside" (Кельвин Харрис совместно с Элли Голдинг)                                  | 2014 | 6                       | 7                       | 8                       | 10                      | 19                      | 1                       | 5                       | 7                       | 5                       | 29                      | - BPI: Платиновая - ARIA: Платиновая x3 - BVMI: Золотая - RIAA: Платиновая x2 - RMNZ: Платиновая                                                           | Motion               |
| "Do They Know It’s Christmas?" (в составе Band Aid 30)                               | 2014 | 1                       | 3                       | 1                       | 8                       | 25                      | 2                       | 1                       | 2                       | 5                       | 63                      | - BPI: Золотая | Non-album single     |
| "Powerful" (Major Lazer совместно с Элли Голдинг и Tarrus Riley)                     | 2015 | 54                      | 7                       | 30                      | 64                      | 78                      | 90                      | 77                      | 20                      | 53                      | 83                      | - ARIA: Платиновая x2 - RIAA: Золотая - RMNZ: Золотая | Peace Is the Mission |
| "Mama" (Clean Bandit совместно с Элли Голдинг)                                       | 2019 | 98                      | —                       | —                       | —                       | —                       | —                       | 97                      | —                       | —                       | —                       | | What Is Love?        |
| "—" обозначает сингл, который не попал в чарт или не был выпущен на этой территории. |      |                         |                         |                         |                         |                         |                         |                         |                         |                         |                         | |                      |

### Промосинглы
| Название                                                                             | Год  | Высшая позиция в чартах | Высшая позиция в чартах | Высшая позиция в чартах | Высшая позиция в чартах | Сертификации    | Альбом       |
| Название                                                                             | Год  | UK                      | AUS                     | BEL (FL) Tip            | IRE                     | Сертификации    | Альбом       |
| ------------------------------------------------------------------------------------ | ---- | ----------------------- | ----------------------- | ----------------------- | ----------------------- | --------------- | ------------ |
| "Wish I Stayed"                                                                      | 2009 | —                       | —                       | —                       | —                       |                 | Lights       |
| "Hanging On" (совместно с Тайни Темпа)                                               | 2012 | 144                     | —                       | —                       | —                       | - RIAA: Золотая | Halcyon      |
| "You My Everything"                                                                  | 2013 | —                       | —                       | —                       | —                       |                 | Halcyon Days |
| "Fall into the Sky" (Zedd и Lucky Date совместно с Элли Голдинг)                     | 2014 | —                       | —                       | 63                      | —                       |                 | Clarity      |
| "Lost and Found"                                                                     | 2015 | 57                      | 70                      | —                       | 75                      |                 | Delirium     |
| "—" обозначает сингл, который не попал в чарт или не был выпущен на этой территории. |      |                         |                         |                         |                         |                 |              |

## Другие чартерные песни
| Название                                                                             | Год  | Высшая позиция | Высшая позиция | Альбом        |
| Название                                                                             | Год  | UK             | NZ             | Альбом        |
| ------------------------------------------------------------------------------------ | ---- | -------------- | -------------- | ------------- |
| "Human"                                                                              | 2010 | 155            | —              | Bright Lights |
| "Little Dreams"                                                                      | 2010 | 183            | —              | Bright Lights |
| "Home"                                                                               | 2010 | 189            | —              | Bright Lights |
| "Only You"                                                                           | 2013 | —              | 37             | Halcyon       |
| "Keep On Dancin'"                                                                    | 2015 | 192            | —              | Delirium      |
| "—" обозначает сингл, который не попал в чарт или не был выпущен на этой территории. |      |                |                |               |

## Музыкальные видео
| Название                                                         | Год  | Режиссёр                    | Ист.    |
| ---------------------------------------------------------------- | ---- | --------------------------- | ------- |
| "Under the Sheets"                                               | 2009 | Lennox Brothers             | [ 86 ]  |
| "Starry Eyed"                                                    | 2010 | OneInThree                  | [ 87 ]  |
| "Guns and Horses"                                                | 2010 | Petro                       | [ 88 ]  |
| "The Writer"                                                     | 2010 | Chris Cottam                | [ 89 ]  |
| "Your Song"                                                      | 2010 | Ben Coughlan and Max Knight | [ 90 ]  |
| "Wonderman" (Тайни Темпа совместно с Элли Голдинг)               | 2011 | Robert Hales                | [ 91 ]  |
| "Lights"                                                         | 2011 | Софи Мюллер                 | [ 92 ]  |
| "Starry Eyed" (US version)                                       | 2011 | Dugan O'Neal                | [ 93 ]  |
| "Hanging On" (совместно с Тайни Темпа)                           | 2012 | Ben Newbury                 | [ 94 ]  |
| "Anything Could Happen"                                          | 2012 | Флория Сигизмонди           | [ 95 ]  |
| "I Know You Care"                                                | 2012 | Ben Coughlan                | [ 96 ]  |
| "Figure 8"                                                       | 2012 | W.I.Z.                      | [ 97 ]  |
| "Explosions"                                                     | 2013 | Yuliya Miroshnikova         | [ 98 ]  |
| "I Need Your Love" (Кельвин Харрис совместно с Элли Голдинг)     | 2013 | Emil Nava                   | [ 99 ]  |
| "Tessellate"                                                     | 2013 | Ben Newbury                 | [ 100 ] |
| "Burn"                                                           | 2013 | Mike Sharpe                 | [ 101 ] |
| "Midas Touch" (совместно с Burns)                                | 2013 | Samuel Stephenson           | [ 102 ] |
| "How Long Will I Love You" (Бойфренд из будущего версия)         | 2013 | Mike Sharpe                 | [ 103 ] |
| "How Long Will I Love You" (Tom & Issy версия)                   | 2013 | Roger Michell               | [ 104 ] |
| "Goodness Gracious"                                              | 2014 | Kinga Burza                 | [ 105 ] |
| "Under Control" (Halcyon Days UK Tour Video)                     | 2014 | Conor McDonnell             | [ 106 ] |
| "Beating Heart"                                                  | 2014 | Ben Newbury                 | [ 107 ] |
| "Outside" (Кельвин Харрис совместно с Элли Голдинг)              | 2014 | Emil Nava                   | [ 108 ] |
| "Do They Know It's Christmas?" (в составе Band Aid 30)           | 2014 | Andy Morahan                | [ 109 ] |
| "Love Me like You Do"                                            | 2015 | Georgia Hudson              | [ 110 ] |
| "Powerful" (Major Lazer совместно с Элли Голдинг и Tarrus Riley) | 2015 | James Slater                | [ 111 ] |
| "On My Mind"                                                     | 2015 | Emil Nava                   | [ 112 ] |
| "Army"                                                           | 2016 | Conor McDonnell             | [ 113 ] |
| "Something in the Way You Move"                                  | 2016 | Ed Coleman                  | [ 114 ] |
| "Still Falling for You"                                          | 2016 | Emil Nava                   | [ 115 ] |
| "First Time" (совместно с Kygo)                                  | 2017 | Mathew Cullen               | [ 116 ] |
| "Something in the Way You Move" (вторая версия)                  | 2017 | Emil Nava                   | [ 117 ] |
| "Close to Me" (совместно с Дипло и Swae Lee)                     | 2018 | Unknown                     | [ 118 ] |
| "Flux"                                                           | 2019 | Rhianne White               | [ 119 ] |
| "Sixteen"                                                        | 2019 | Tim Mattia                  | [ 120 ] |

## Комментарии
1. ↑  "Under the Sheets" did not enter the Ultratop 50, but peaked at number three on the Flemish Ultratip chart.[3]
2. ↑  "Starry Eyed" did not enter the Ultratop 50, but peaked at number 14 on the Flemish Ultratip chart.[3]
3. ↑  "Goodness Gracious" did not enter the Ultratop 50, but peaked at number five on the Flemish Ultratip chart.[3]
4. ↑  "Beating Heart" did not enter the Ultratop 50, but peaked at number two on the Flemish Ultratip chart.[3]
5. ↑  "Still Falling for You" did not enter the Billboard Hot 100, but peaked at number three on the Bubbling Under Hot 100 Singles chart.[55]
6. ↑  "First Time" did not enter the Ultratop 50, but peaked at number one on the Flemish Ultratip chart.[3]
7. ↑  "Flux" did not enter the NZ Top 40 Singles Chart, but peaked at number 32 on the NZ Hot Singles Chart.[62]
8. ↑  "Sixteen" did not enter the NZ Top 40 Singles Chart, but peaked at number eight on the NZ Hot Singles Chart.[63]
9. ↑  "Flashlight" did not enter the Ultratop 50, but peaked at number 21 on the Flemish Ultratip chart.[3]